# Rhipsalis neves-armondii
 Rhipsalis neves-armondii és una espècie vegetal del gènere Rhipsalis de la família de les cactàcies.

## Descripció
Rhipsalis neves-armondii creix forma epífica o litòfica, és arbustiu amb tiges ricament mesotònics, més o menys verticals, de creixement limitat. Les tiges són de color verd fosc, disposats en verticils tenen un diàmetre de 5 mil·límetres i poden arribar a fer una llargada de fins a 10 centímetres.
Les flors són en forma de roda de color blanc platejat a blanc groguenc apareixen a prop de les puntes dels brots i poden arribar a fer un diàmetre de fins a 4 centímetres. Els fruits són esfèrics i semblants a baies i són rosats.

## Distribució
Rhipsalis neves-armondii és comú als estats brasilers de Rio de Janeiro, São Paulo, Paraná i Santa Catarina.

## Taxonomia
Rhipsalis neves-armondii va ser descrita per Karl Moritz Schumann i publicat a Flora Brasiliensis 4(2): 284. 1890.
Etimologia
Rhipsalis : epítet grec que significa "cistelleria"
neves-armondii: epítet que homenatja a la brasilera Amaro Ferreira das Neves Armond, directora del Museu Nacional de Brasil.
Sinonímia
- Rhipsalis novaesii Gürke (1909).